# Меган Дюамель
Меган Дюамель (англ. Meagan Duhamel) — канадська фігуристка, що спеціалізується в парному катанні, олімпійська чемпіонка та медалістка, дворазова чемпіонка світу та володарка численних інших нагород.
З маминого боку Дюамель фінського походження.
Золоту олімпійську медаль та звання олімпійської чемпіонки Дюамель зі своїм партнером із 2010 року Еріком Редфордом здобула в складі збірної Канади в командних змаганнях Пхьончханської олімпіади 2018 року. На тій же олімпіаді канадська пара була третьою в парному катанні. Після Олімпіади пара зробила оголошення про завершення кар'єри.
2015 року одружилася з тренером Бруно Маркоттом.